# Ассоциация белорусов мира «Бацькаўшчына»
Ассоциация белорусов мира «Бацькаўшчына» (с бел. — «Отечество») (классич. бел. Згуртаваньне Беларусаў Сьвету «Бацькаўшчына») — международная организация, объединяющая людей белорусского происхождения во всём мире. В настоящее время членами «Бацькаўшчыны» являются 135 организаций белорусской диаспоры из 28 стран.
Организация была основана в 1990 году. С тех пор организация продвигает белорусскую культуру в Беларуси и за рубежом, публикуя многочисленные книги о белорусской культуре и истории белорусов за рубежом, организуя конференции, в том числе Всемирные конгрессы белорусов каждые пять лет.
Нынешний президент «Бацькаўшчыны» — Елена Маковская. Глава Совета — Нина Шидловская.